# Księże (Wrocław)
Księże – osiedle administracyjne Wrocławia utworzone na terenie byłej dzielnicy Krzyki.

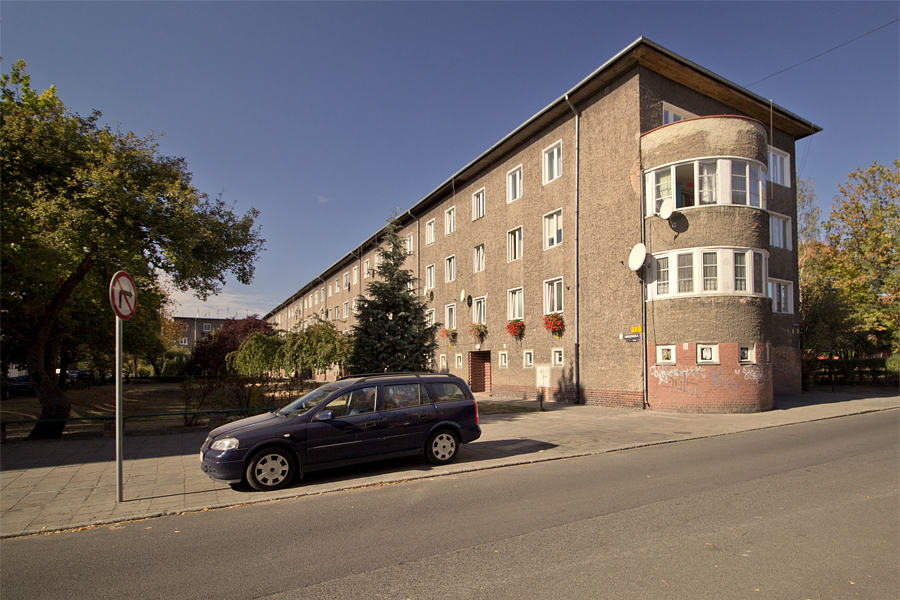
Księże, blok mieszkalny przy ul. Chorzowskiej

Osiedle Księże powstało na mocy uchwały Rady Miejskiej Wrocławia XX/110/91 wprowadzającej nowy system podziału administracyjnego Wrocławia, gdzie osiedla zastąpiły funkcjonujące do tej pory dzielnice. Osiedle obejmuje obszar dawnych wsi: Księże Małe, Księże Wielkie, Świątniki, Opatowice, Bierdzany oraz osady Nowy Dom przyłączonych do Wrocławia 1 kwietnia 1928 r. Księże graniczy z osiedlami: Brochów, z którym granicę stanowi potok Brochówka, Tarnogaj, Przedmieście Oławskie, z którym większą część granicy stanowi bieg Oławy, oraz osiedlem Biskupin-Sępolno-Dąbie-Bartoszowice oddzielonym Odrą i Kanałem Opatowickim, i Strachocin-Swojczyce-Wojnów. Pozostały odcinek granic osiedla stanowi administracyjna granice miasta z gminą Siechnice.